# 冰川清志
冰川清志（日語：氷川 きよし，1977年9月6日—），本名山田清志（やまだ きよし，Yamada Kiyoshi），是一名日本男性演歌歌手，出生於福岡縣福岡市。目前所屬唱片公司為日本古倫美亞。

## 簡歷
「冰川清志」這個名字是由導演北野武為他改的。2000年以《箱根八里的半次郎》」出道，同年即入選第51回NHK紅白歌合戰。由於相對其他的演歌歌手較年輕但已取得一定成就，故被稱為「演歌王子」（演歌界の貴公子），出道以來便獲獎無數，當中於日本有線大獎更獲得8次「最高大獎」殊榮，2003年-2005年以連續三年獲獎，追平了鄧麗君1984年-1986年的紀錄，2007年第4度獲獎更超越了她，成為獲獎次數最多的歌手。而在2008年的第59回NHK红白歌合戰中更首次擔任總壓軸，演唱曲目為《阿清小調》（きよしのズンドコ節），此曲亦是他最為人所熟識的歌曲。現時已累積連續23年出場的紀錄。
冰川擁有超強大的歌迷組織，特別是吸引一大批年青一代的女性歌迷，間接令演歌重新獲得日本青年一輩的重視。一直以來較常穿著西裝演唱，只有少部份歌曲會特定穿著和服（如《大利根流月》）演唱，除了演歌外，出道前期他也會用「KIYOSHI」名義出版流行歌曲。2016年12月，更為動畫《龍珠超》（ドラゴンボールスーパー）灌錄主題曲《極限突破x倖存者》（限界突破×サバイバー），是他首度錄製動畫歌曲。
2020年推出首張流行曲專輯及單曲《Papillon》，當中收錄了早於2017年、由GReeeeN作曲及作詞的作品「碧綠色」（當時只作網絡下載），2021年推出第2首流行曲單曲《Happy!》。
自2019年起，冰川清志的形象開始轉向中性打扮，同時也開始改留長頭髮，2021年起，冰川在多場的演唱會及公開演出中，更開始以女性打扮及服飾登台，雖然目前為止，他仍沒有公開表示過自己的性傾向（見下段）。
2022年1月21日，冰川清志通过其事务所网站宣布自今年12月31日後无限期暂停他的歌手活动。下半年起冰川在全國舉行了一連串的暫別演唱會。11月16日，NHK公佈冰川將以特別企劃身份出演紅白歌合戰，是他暫停活動前的最後一個公開演出，最終亦順利演出，並三度演唱《限界突破x倖存者》。
他在休息後2024/8/17舉辦演唱會
2024/12/31 參加第75回NHK紅白歌合戰以特別企劃出場

## 負面新聞
冰川2014年接連爆出多件負面新聞，首先是被上任只有三個月前經理人向娛樂雜誌《週刊文春》爆內幕消息，指冰川曾對他施予暴力及性騷擾，並向雜誌社提供錄音片段；另一方面，冰川所屬的經理人公司發出聲明，否認冰川作出過有關行為，反指是該名前經理人向冰川進行勒索，2014年8月，日本警方介入調查，先後傳召兩人協助調查。及後冰川在一次公開表演後為事件向歌迷致歉，但仍對事件加以否認。10月24日，雙方同意庭外和解，而東京地方檢察廳亦決定不起訴冰川。冰川在10月31日後的一次公演後，再次為事件道歉及表示會反省。
這位前經理人也爆出冰川有特殊性取向，指冰川對同性有好感、在家中愛作中性打扮、有收藏女性T-shirt及內褲的嗜好、以及使用女性化粧品等的行為。及後，《週刊文春》等多本娛樂雜誌相繼偷拍到冰川與演員松村雄基在冰川的別墅中密會及留宿的照片，是繼2010年後再一次拍攝到兩人有親密關係，「冰川是否同性戀者」的話題因而再次炒作，然而，冰川及經理人公司均一直拒絕回應相關問題。即使冰川於2021年起已多次以女裝登場，至今仍未有正式公開表示過自己的性傾向。
另外，前經理人也指出冰川是一名狂熱的創價學會信徒，因而被指過份干涉身邊其他人的個人生活及宗教觀。

## 作品

### 單曲唱片
|    | 開售日期       | 名稱                                  | 備註                                                                                    |
| -- | -------------- | ------------------------------------- | --------------------------------------------------------------------------------------- |
| 1  | 2000年2月2日   | 箱根八里的半次郎 （）                 |                                                                                         |
| 2  | 2001年2月21日  | 大井追之音次郎 （）                   |                                                                                         |
| 3  | 2001年11月21日 | 阿清的這個夜晚 （きよしこの夜）                   | 河村隆一出品，採用「KIYOSHI」名義。                                                     |
| 4  | 2002年2月6日   | 阿清小調 （）                         |                                                                                         |
| 5  | 2002年8月21日  | 星空的秋子 （星空の秋子）                       |                                                                                         |
| 6  | 2003年2月19日  | 白雲之城 （）                         |                                                                                         |
| 7  | 2003年10月1日  | Lovely （ラブリィ）                           | 與中村玉緒合唱，「TAMAO&KIYOSHI」名義                                                   |
| 8  | 2004年1月21日  | 阿清的DODONPA調 （きよしのドドンパ）                  |                                                                                         |
| 9  | 2004年6月9日   | evergreen（生命的歌聲） evergreen（いのちの唄声） | CROSS CLOVER（與FANATIC◇CRISIS及Billiken合作） 「KIYOSHI」名義 - 日本紅十字會Image Song |
| 10 | 2004年7月7日   | 番場的忠太郎 （）                     |                                                                                         |
| 11 | 2005年2月9日   | 初戀列車 （初恋列車）                         | 第1首於Oricon公信榜中獲得1周冠軍銷量                                                    |
| 12 | 2005年7月6日   | 面影之都 （）                         |                                                                                         |
| 13 | 2006年3月15日  | 一劍 （）                             |                                                                                         |
| 14 | 2007年5月9日   | 再會喲 （あばよ）                           |                                                                                         |
| 15 | 2007年5月9日   | 清志的拉網小調 （）                   |                                                                                         |
| 16 | 2008年2月13日  | 玄海船歌                              |                                                                                         |
| 17 | 2008年10月1日  | 哀愁的湖 （哀愁の湖）                         |                                                                                         |
| 18 | 2009年2月4日   | 浪曲一代                              | 於Oricon公信榜中獲得1周冠軍銷量                                                         |
| 19 | 2009年8月19日  | 心跳倫巴 （）                         | 於Oricon公信榜中獲得1周冠軍銷量                                                         |
| 20 | 2010年3月24日  | 三味線的飄泊浪子 （三味線旅がらす）                 |                                                                                         |
| 21 | 2010年8月25日  | 虹色的巴戎寺 （）                     |                                                                                         |
| 22 | 2011年2月2日   | 那個姑娘、野菊和渡船 （あの娘と野菊と渡し舟）             |                                                                                         |
| 23 | 2011年9月21日  | 熱情的墨西哥街頭樂隊 （）             |                                                                                         |
| 24 | 2012年2月8日   | 櫻                                    |                                                                                         |
| 25 | 2012年9月19日  | 你是我今生唯一的女人 （最後と決めた女だから）             |                                                                                         |
| 26 | 2013年2月13日  | 海港的時雨 （しぐれの港）                       |                                                                                         |
| 27 | 2013年8月28日  | 滿天的星星 （）                       |                                                                                         |
| 28 | 2014年1月29日  | 大利根流月 （大利根ながれ月）                       |                                                                                         |
| 29 | 2014年9月17日  | 隨性漂泊的浪子 （）                   | 出道15周年紀念曲，共發行三款不同的CD組合                                                |
| 30 | 2015年3月4日   | 流離慕情 （さすらい慕情）                         |                                                                                         |
| 31 | 2015年9月29日  | 男花                                  |                                                                                         |
| 32 | 2016年2月2日   | 未練心 （みれん心）                           |                                                                                         |
| 33 | 2017年3月7日   | （）                                  |                                                                                         |
| 34 | 2017年7月2日   | （）                                  | 發佈限定                                                                                |
| 35 | 2017年10月25日 | 極限突破×倖存者 （限界突破×サバイバー）                  | 電視動畫《七龍珠超》片頭曲2                                                             |
| 36 | 2018年1月30日  | 胜负的花道 （）                       |                                                                                         |
| 37 | 2018年10月23日 | 咯咯咯的鬼太郎／看不見的人也很多 （ゲゲゲの鬼太郎／見えんけれども おるんだよ） |                                                                                         |
| 38 | 2019年3月12日  | 没关系/最上的船头 （大丈夫/最上の船頭）                |                                                                                         |
| 39 | 2020年2月4日   | 母                                    |                                                                                         |
| 40 | 2021年3月30日  | 南風                                  |                                                                                         |
| 41 | 2021年9月14日  | Happy!/森を抜けて                     |                                                                                         |
| 42 | 2022年2月1日   | 群青之弦 （群青の弦）                         |                                                                                         |

## NHK紅白歌合戰出場紀錄
| 年度/回數     | 出場次數 | 曲目                                                                                       | 出演次序 | 對手                | 備註               |
| ------------- | -------- | ------------------------------------------------------------------------------------------ | -------- | ------------------- | ------------------ |
| 2000年/第51回 | 初       | 箱根八里的半次郎（箱根八里の半次郎）                                                       | 17/28    | hitomi              |                    |
| 2001年/第52回 | 2        | 大井追之音次郎（大井追っかけ音次郎）                                                       | 17/27    | 島津亞矢            |                    |
| 2002年/第53回 | 3        | 清志的海軍小調（きよしのズンドコ節）                                                       | 14/27    | 島谷瞳              |                    |
| 2003年/第54回 | 4        | 白雲之城（白雲の城）                                                                       | 29/30    | 川中美幸            | 白組壓軸前(1)      |
| 2004年/第55回 | 5        | 番場的忠太郎（番場の忠太郎）                                                               | 26/28    | 石川小百合          |                    |
| 2005年/第56回 | 6        | 面影之都（面影の都）                                                                       | 17/29    | 濱崎步              |                    |
| 2006年/第57回 | 7        | 一劍（一剣）                                                                               | 21/27    | 水森香織            |                    |
| 2007年/第58回 | 8        | 清志的拉網小調YOSAKOI SORAN紅白特別版 （きよしのソーラン節 YOSAKOIソーラン紅白スペシャル） | 19/27    | aiko                |                    |
| 2008年/第59回 | 9        | 清志的海軍小調(2)                                                                          | 26/26    | 和田現子            | 全場壓軸(1)        |
| 2009年/第60回 | 10       | 心跳倫巴（ときめきのルンバ）                                                               | 23/25    | 石川小百合(2)       |                    |
| 2010年/第61回 | 11       | 虹色的Bayon（虹色のバイヨン）                                                              | 21/22    | 坂本冬美            | 白組壓軸前(2)      |
| 2011年/第62回 | 12       | 熱情的墨西哥樂隊（情熱のマリアッチ）                                                       | 21/25    | 松田聖子 神田沙也加 |                    |
| 2012年/第63回 | 13       | 櫻                                                                                         | 19/25    | YUI                 |                    |
| 2013年/第64回 | 14       | 滿天的星星（満天の瞳）                                                                     | 16/26    | 西野加奈            |                    |
| 2014年/第65回 | 15       | 隨性飄泊的浪子（ちょいときまぐれ渡り鳥）                                                   | 15/25    | 水森香織(2)         |                    |
| 2015年/第66回 | 16       | 男花                                                                                       | 10/26    | miwa                |                    |
| 2016年/第67回 | 17       | 白雲之城(2)                                                                                | 22/23    | 宇多田光            | 白組壓軸前(3)      |
| 2017年/第68回 | 18       | 清志的海軍小調(3)                                                                          | 22/23    | 高橋真梨子          | 白組壓軸前(4)      |
| 2018年/第69回 | 19       | 胜负的花道 ～在世界回响的和太鼓SP～（勝負の花道 〜世界に響く和太鼓SP〜）                   | 18/22    | 松田聖子(2)         |                    |
| 2019年/第70回 | 20       | 紅白限界突破特别組曲（紅白限界突破スペシャルメドレー）                                     | 20/21    | 松田聖子(3)         | 白組壓軸前(5)      |
| 2020年/第71回 | 21       | 限界突破×倖存者(2)                                                                         | 19/20    | 松田聖子(4)         | 白組壓軸前(6)      |
| 2021年/第72回 | 22       | 为了歌唱而活着（歌は我が命）                                                               | 20/22    | 石川小百合(3)       |                    |
| 2022年/第73回 | 23       | 限界突破×倖存者(3)                                                                         | -        | 無                  | 以特別企劃方式出場 |

2024年/第75回
24
白雲之城(3)-無以特別企劃方式出場

## 外部連結
- 维基共享资源上的相關多媒體資源：冰川清志
- 官方網頁（页面存档备份，存于）
- 冰川清志的Instagram帳戶
- YouTube上的冰川清志頻道